# 達林條約
《达林条约》或《达林协定》（英語：Treaty of Darin）是1915年英国与內志與哈薩酋長國统治者伊本·沙特之间签署的条约，而后者于1932年最终建立沙特阿拉伯王国。

## 签署
1915年12月26日，伊本·沙特和代表英国政府的珀西·考克斯爵士在塔鲁特岛的达林签署了该条约。

## 条款
该条约让沙特王室之领土受到英国方面的保护，并且在条约中试图将其模糊不定的边界固定。英国签订该条约的目的是为了保证英国在科威特、卡塔尔和特鲁西尔诸国的主權控制。在条约中，伊本·沙特同意不攻击英国在中东的保护国，但并没有承诺不攻击麦加的谢里夫政权。此外，他还同意作为英国的盟友加入第一次世界大战以协助英国对抗奥斯曼帝国。
条约签订后，伊本·沙特从英国获得了以下支持。如财政支持：承认他是英国保护下的内志及其属地的统治者；1916年6月获得了20,000英镑的贷款和一批武器；1917年1月获得每月5,000英镑的津贴，从第一次世界大战结束到1924年3月获得每年60,000英镑的津贴。该条约的第一条还承认了伊本·沙特的儿子们在内志的统治权。

## 意义
该条约是首个给予新生的沙特国家以国际承认的条约。同时，在内志历史上首次引入了谈判边界的概念。此外，英国的目的是确保其在波斯湾的保护国的安全，但该条约产生了意想不到的后果，如使沙特在邻近地区的控制合法化。后来此条约被吉达条约 (1927年)所取代。